# 班尼狄·阿諾 (議員)
班尼狄·阿諾（英語：Benedict Arnold，1780年10月5日—1849年3月3日）是一名美國政治家、商人、慈善家和來自紐約州第16選區的美國眾議院議員。

## 死亡
班尼狄·阿諾於1849年3月3日死亡，他埋葬於紐約州特賴恩縣阿姆斯特丹綠山公墓。

## 註解
1. 1 2 3  之後改名為蒙哥馬利縣。
2. ↑   註:

## 外部連結
- 班尼狄·阿諾 (議員)－美國國會國家人物傳記大辭典
- Benedict Arnold entry （页面存档备份，存于） at The Political Graveyard
- 在Find a Grave上的班尼狄·阿諾 (議員)